# De Chico's

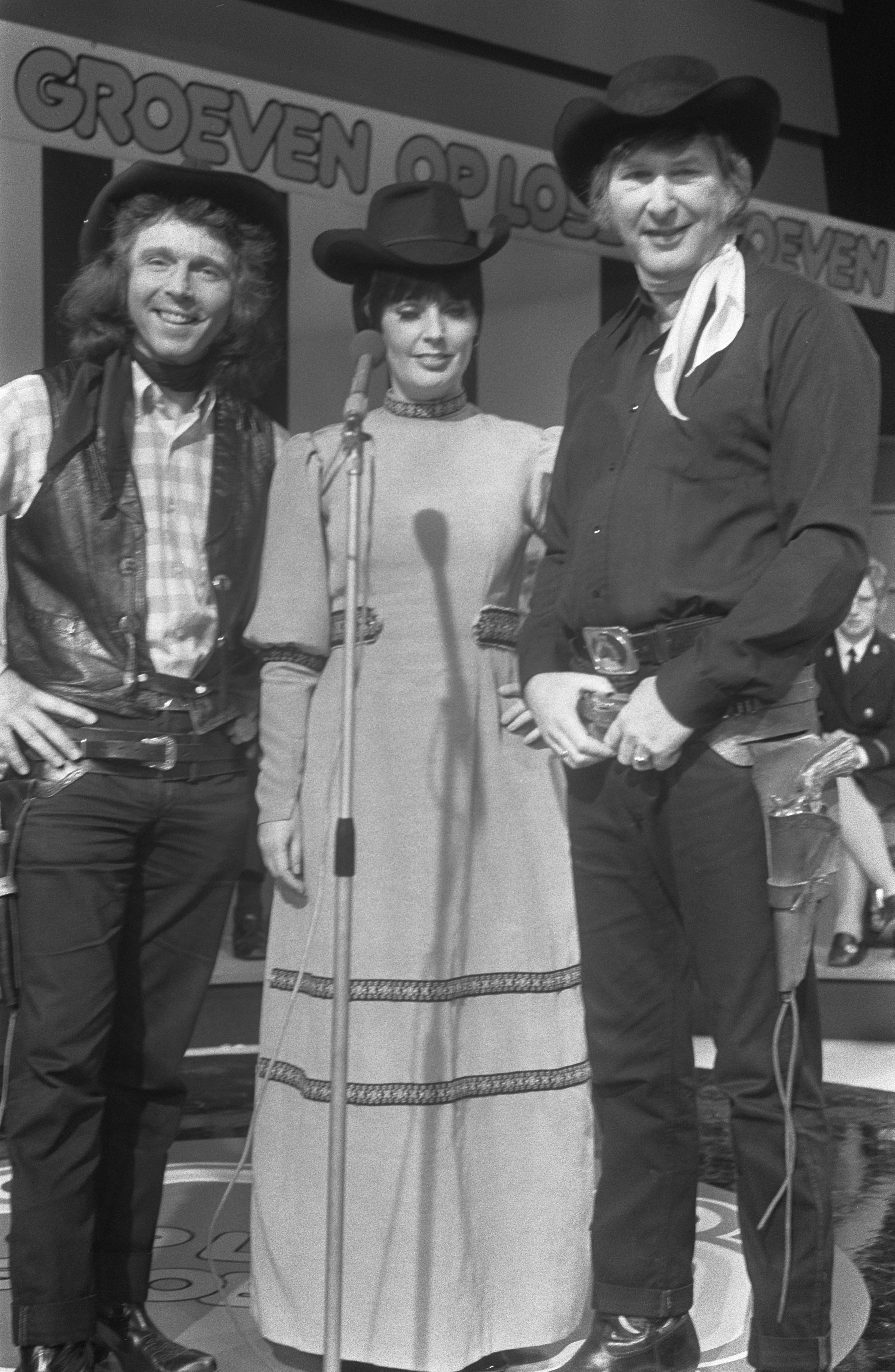
De Chico's in 1974.

De Chico's (soms ook The Chico's genoemd) was een hillbilly-trio uit Amsterdam, opgericht in 1947 door Simon Sint.
De eerste hit van De Chico's, aanvankelijk bestaande uit Simon Sint en Bep en Nico Feldberg, was "Koel water", een vertaling van het Amerikaanse "Cool water". De Nederlandse tekst was geschreven door Simon Sint. De opvolger was "'s Avonds als het kampvuur brandt", met een tekst van André Meurs (die ook de meeste teksten voor het Cocktail Trio schreef). Andere bekende liedjes uit die tijd waren "Goudkoorts" en "Cigarettes and whisky and wild wild women". Het trio hield in 1960 op te bestaan toen Bep en Nico naar Australië emigreerden.
In 1967 keerden Bep en Nico terug naar Nederland, en gingen ze verder als De Bouwmeesters. Ze scoorden in 1973 een kleine hit met "Geef ze een huis". Bijna tegelijk met de terugkeer van Bep en Nico richtte Simon Sint (gestimuleerd door de platenmaatschappij) De Chico's opnieuw op, nu in een nieuwe bezetting. Er werden nieuwe liedjes geschreven, meestal door Simon Sint en/of Frans Doolaard, en veel oude liedjes werden met een nieuw arrangement opgenomen. De groep heeft nog tot in de tweede helft van de jaren 70 bestaan; daarna viel definitief het doek voor het trio.
Op 24 november 2007 overleed de gitarist en beeldend kunstenaar Simon Sint in Wilnis op 81-jarige leeftijd. 

## Leden van het trio
Bezetting 1947:
- Simon Sint (1926-2007): zang, gitaar
- Bep Feldberg (1925-2002): zang
- Nico Feldberg (1920-1999): zang

Bezetting 1967:
- Simon Sint (1926-2007): zang, gitaar
- Conny Schouman (ook wel Conny Brand genoemd): zang
- Frans Doolaard (1931-2015): zang, gitaar, steelguitar, banjo